# Euschistus acuminatus
Euschistus acuminatus är en insektsart som beskrevs av Walker 1867. Euschistus acuminatus ingår i släktet Euschistus och familjen bärfisar. Inga underarter finns listade i Catalogue of Life.